# Yoshio Kitagawa
Yoshio Kitagawa (født 21. august 1978) er en tidligere japansk fodboldspiller.
Han har spillet for flere forskellige klubber i sin karriere, herunder Mito HollyHock og Roasso Kumamoto.